# Percival (Iowa)
Percival es un lugar designado por el censo ubicado en el condado de Fremont en el estado estadounidense de Iowa. En el Censo de 2010 tenía una población de 87 habitantes y una densidad poblacional de 76,34 personas por km².

## Geografía
Percival se encuentra ubicado en las coordenadas 40°45′5″N 95°48′48″O / 40.75139, -95.81333. Según la Oficina del Censo de los Estados Unidos, Percival tiene una superficie total de 1.14 km², de la cual 1.14 km² corresponden a tierra firme y (0%) 0 km² es agua.

## Demografía
Según el censo de 2010, había 87 personas residiendo en Percival. La densidad de población era de 76,34 hab./km². De los 87 habitantes, Percival estaba compuesto por el 90.8% blancos, el 1.15% eran afroamericanos, el 0% eran amerindios, el 0% eran asiáticos, el 0% eran isleños del Pacífico, el 6.9% eran de otras razas y el 1.15% pertenecían a dos o más razas. Del total de la población el 9.2% eran hispanos o latinos de cualquier raza.